# エラディケーター (DCコミックス)
エラディケーター（英: Eradicator）は、DCコミックスの出版するアメリカン・コミックス『スーパーマン』に登場する架空の兵器。ロジャー・スターンによって創造され、1989年の"Action Comics Annual #2"で初登場した。

## 概要
エラディケーターは小型の兵器として"Action Comics Annual #2"（1989年5月）で登場した。正体はクリプトン星の大戦中にクリプトン人によって作られた兵器で、クリプトンの文化や種を守る仕組みになっていた。クリプトン星の崩壊後、スーパーマンはクリプトン人と交流のあった宇宙人聖職者（クレリック）からエラディケーターを託され地球へ持ち帰る。エラディケーターは地球を第二のクリプトンにする過程で「孤独の要塞」を作り出し、スーパーマンをクリプトン人のあるべき姿にしようと洗脳する。その後、エラディケーターはスーパーマンによって太陽に投棄されるが、エネルギー体となって"Superman: The Man of Steel #1"（1991年7月）で再登場した。『デス・オブ・スーパーマン』ではバイザーを付けたスーパーマンとなり、本来の目的であるクリプトンの保護を遂行し、死亡していたスーパーマンの蘇生に貢献した。

## 歴史
クリプトン人の保護を目的に作られたエラディケーターは、クリプトンを訪れたクレリックの手に渡りクリプトン人の団体と共に移住するため旅立った。しかし、クリプトン人は次々に死滅していきクレリックのみが20万年も生き続けた。スーパーマンはウォーワールドで捕らわれていた際にクレリックと出会い、エラディケーターがクリプトン星のものであることを明かされ託される。エラディケーターの影響で寿命を延ばしていたクレリックは直後に死亡する。スーパーマンはエラディケーターを持ち帰り、滅亡したクリプトンの数少ない遺産として自宅で保管していたが、身の回りで不可解なことが起き始める。S.T.A.R.ラボで調査するとエラディケーターが起動し爆発現象を起こしたため、スーパーマンはエラディケーターを南極大陸のクレバスの底へ投棄する。

### 孤独の要塞
エラディケーターは南極を訪れていた調査員を洗脳し、巨大なタワーを組み立て地球を第二のクリプトンに作り変えようとする。スーパーマンがタワーを破壊するが、地下へ向かうとケレックスと同じ型のロボットやファントムゾーンへの入り口が作られ、地下空間にはクリプトン由来の機械が運び込まれていた。ホログラムで現れた先祖のケム゠エルからエラディケーターを止める方法を教わったスーパーマンだったが、直後に気を失ってしまう。スーパーマンが目を覚ますとエラディケーターは活動を停止し、「孤独の要塞」が完成していた。

### クリプトンマン
エラディケーターはスーパーマンの精神に干渉してクリプトンの歴史や文化を記憶に埋め込んでいった。スーパーマンは自身のコスチュームがクリプトン人の物に変わる幻覚を見るようになり、徐々にクラーク・ケントの人格を失っていく。スーパーマンとして活動しながらも性格は冷淡なものへと変わっていった。テレビでその様子を見たジョナサン・ケントとマーサ・ケントはクラークを心配してメトロポリスへ向かう。クラークは「孤独の要塞」へ2人を連れて行き、カル゠エルとしてクリプトン人の歴史を説明し始める。ジョナサンとマーサが説得していると、エラディケーターがウォースーツや執事ロボットを使い2人を排除しようとしたため、クラークは反射的に2人を助け記憶を取り戻す。クラークはヒートビジョンでエラディケーターを活動停止させ、太陽へ投棄する。
太陽へ投棄されたエラディケーターはエネルギー体となって再びスーパーマンの前に現れる。身体を得たことで自身をクリプトン人の生き残りだと思い込み、異常気象を引き起こし、メトロポリスを破壊してクリプトン星の環境に変え始める。妨害してくるスーパーマンを不要と判断して排除しようとするが、エミール・ハミルトン博士が所有していたクリスタルに閉じ込められる。

### バイザード・スーパーマン（バイザーで目を隠したスーパーマン）
『デス・オブ・スーパーマン』でスーパーマンがドゥームズデイに殺害された後、「孤独の要塞」の執事ロボット達は、自分たちが仕えるべき主人を求めるためエラディケーターを再構築する。エネルギー体として復活したエラディケーターはメトロポリスの地下墓室へ向かい、そこに安置されているスーパーマンの遺体と接触して、スーパーマンとそっくりな物理的肉体を作り出す。本物のスーパーマンの死体をリジェネレーション・マトリックスの中に入れ、エラディケーター自身のパワー源として利用する。スーパーマンの姿と記憶の多くを不完全ながらコピーしたエラディケーターの新しい肉体は、目が光線過敏のため、バイザーで目を保護する事を必要とした。その過程でエラディケーターは自分自身を本物のスーパーマンだと思うようになり、地獄からよみがえったスーパーマン、あるいはラスト・サン・オブ・クリプトン（クリプトンの最後の息子）として、メトロポリスで残忍ながらも正義のための活動を開始する。
しかしメトロポリスには複数のスーパーマンが活動していて、機械構造が露出したサイボーグ・スーパーマン、スーパーマンのクローンと名乗る少年スーパーマン、スーパーマンに命を救われた借りを返すため、胸にSマークがあり飛行機能のあるパワードスーツを着て、スーパーマンの別名だったザ・マン・オブ・スティールを名乗る元兵器開発者の三人と同時期に活動し始め、区別のためバイザード・スーパーマンと呼ばれる。
スーパーマンの宿敵モングルが地球へ現れ、コースト・シティを壊滅させる。エラディケーターはコースト・シティへ行き、サイボーグと合流して事件の調査を開始するが、サイボーグ・スーパーマンは自分自身の片腕を破壊砲に変形させ、背後からバイザード・スーパーマンを撃ち、胸を貫通する大穴を開ける。しかし、それでも死なない事から、バイザード・スーパーマンの本体がエネルギー体だということを知る。サイボーグはさらにバイザード・スーパーマンの頭部に破壊砲を密着させて撃ち、バイザード・スーパーマンの肉体を完全消滅させ、エネルギー体にも致命的なダメージを与える。
エラディケーターはスーパーマンの遺体からエネルギーを補給して復活するため「孤独の要塞」に戻るが、本物のスーパーマンはすでに、リジェネレーション・マトリックスの働きによって蘇生し、意識を取り戻していた。
ただし、この時本物のスーパーマンはスーパーパワーを失って飛行能力も無いため、ウォー・スーツと呼ばれる歩行兵器に乗ってメトロポリスに向かっていた。
エネルギーを補給する方法を失ったエラディケーターは、「孤独の要塞」の執事ロボット達の努力によって身体と記憶を再構築し、そこで初めて自身が本物のスーパーマンでは無いことに気が付く。
本物のスーパーマンはレックス・ルーサー二世から飛行ブーツを借りて、少年スーパーマン、およびザ・マン・オブ・スティールとともに、サイボーグスーパーマンやモングルの拠点であるエンジン・シティ（巨大宇宙船）に行って潜入したが、エンジン・シティはクリプトナイトを動力源としており、サイボーグスーパーマンはクリプトナイト放射で本物のスーパーマンを攻撃した。あとから かけつけたエラディケーターは 自分の体をバリヤーの代用にして本物のスーパーマンを守ろうとした。しかし、それだけではなくクリプトナイト放射は、エラディケーターの体を通り抜けることによって性質が予想外の変化をして、本物のスーパーマンに スーパーパワーを与えることになった。
エラディケーターは、そこでパワーと意識を失って活動を停止し、S.T.A.R.研究所に収容される。

## 書誌情報
| タイトル                        | 収録内容 | 刊行日     | ISBN           |
| ------------------------------- | --- | ---------- | -------------- |
| Superman: Eradication!          | Action Comics #651-652, Adventures of Superman #460, 464-465 and Superman #41-42                                                                                         | 1995年11月 | 978-1563891939 |
| Superman: Reign of the Supermen | Action Comics #687-688, Adventures of Superman #500-502, Superman #78-79, Superman Annual #5, Superman: The Man of Steel #22-23 and Superman: The Man of Steel Annual #2 | 2016年4月  | 978-1401266639 |

## 他のメディア

### アニメ
レイン・オブ・ザ・スーパーメン (アニメ) (2019年)
声 - チャールズ・ハルフォード

### ゲーム
レゴ®DCスーパーヴィランズ